# برايان كوستيلو
برايان كوستيلو (بالإنجليزية: Brian Costello)‏ هو لاعب قذف أيرلندي، ولد في 1984 في Abbeyknockmoy ‏ في جمهورية أيرلندا.